# Sjef van Dongen
Josephus Maria Andreas Cornelius (Sjef) van Dongen (Haarlem, 30 maart 1906 - Vlissingen, 15 maart 1973) was een Noordpoolvorser en politicus.

## Leven en werk
Hoewel hij in Haarlem geboren was en het gezin later in Rotterdam gewoond heeft, kwamen zijn ouders allebei uit Waalwijk. Toen zijn vader in 1912 een baan kreeg als hoofdboekhouder bij de Koninklijke Nederlandsche Fabriek van Muziekinstrumenten in Tilburg, ging het gezin in Tilburg wonen. In 1922 werd de vader van Van Dongen magazijnmeester bij de N.V. Nederlandsche Spitsbergen Compagnie (Nespico) in Rotterdam en vertrok in die functie naar Barentszburg op Spitsbergen, waar de maatschappij een steenkoolmijn exploiteerde.

Ook Van Dongen vertrok in 1923 naar Spitsbergen maar door de lage steenkoolprijzen was de mijn, waar in betere tijden 500 mensen werkten, niet langer rendabel. Vanaf 1926 bleef Van Dongen met drie anderen achter om de installaties te bewaken en te onderhouden.

### De zoektocht naar Nobile
In 1928 ondernam het toenmalige fascistische Italië een propagandastunt om de grootsheid van dit land te demonstreren. Generaal Umberto Nobile zou pogen, samen met 15 bemanningsleden, om in een luchtschip, de 'Italia', de Noordpool te bereiken. Deze politieke stunt, die werd gesteund door Paus Pius XI, was in zoverre een succes dat de Noordpool inderdaad werd bereikt. De terugtocht eindigde echter rampzalig daar het luchtschip neerstortte waarbij de commandogondel met Nobile en negen anderen aan boord van het luchtschip losscheurde. Het overige deel van het luchtschip, met de overige zes mensen aan boord, vloog daarop weer de lucht in, en is nooit meer teruggevonden. Een drietal mensen van de groep rond Nobile ging hulp zoeken en vertrok over het pakijs.
Hoewel de groep van Nobile over een zender beschikte kon deze geen contact met het hulpschip leggen. Een internationale reddingsactie werd op gang gezet. Hier namen Italianen, Zweden, Finnen, Russen, Fransen en ook Noren, waaronder Roald Amundsen, aan deel. Het vliegtuig van Amundsen stortte echter neer op het ijs waarbij hij, samen met vijf andere bemanningsleden, omkwam. Ook Van Dongen nam, samen met de Italiaanse kapitein Gennaro Sora en de Deense ingenieur Ludvig Varming, deel aan de zoekactie met behulp van een hondenslee. Na een gevaarlijke zoektocht van vier weken moesten ook zij gered worden. Nobile en zeven bemanningsleden werden uiteindelijk gered door de Russische ijsbreker Krassin. Van de overigen is nimmer meer iets vernomen. Ook de resten van het luchtschip zijn nooit teruggevonden.
Van Dongen werd in Nederland als een held ontvangen. In een jaar tijd hield hij 368 lezingen en maakte reclame voor beschuit en pepermunt. Over zijn avonturen publiceerde hij twee boeken, die werden geschreven door Frans Schiphorst, hoofdredacteur van het populaire geïllustreerde weekblad Het Leven.
Na dit avontuur werd Van Dongen verkoper, eerst voor Philips en later voor het Liga-product Sanovite. Begin jaren dertig raakte Van Dongen bevriend met de conservatieve priester Wouter Lutkie, die hem enthousiast maakte voor het fascisme. In 1933 en 1934 was hij hoofd van de afdeling Vught van de Algemeene Nederlandsche Fascisten Bond. In 1934 hield de partij op te bestaan en verhuisde Van Dongen voor de liefde naar Oostburg waar hij zich vestigde als winkelier. Tijdens de Tweede Wereldoorlog was hij lid van de Ordedienst, een verzetsorganisatie.

### Na de Tweede Wereldoorlog
Na de bevrijding werkte hij voor het Militair Gezag. Hij werd in 1945 waarnemend burgemeester van Oostburg en Aardenburg om vervolgens in deze laatste stad van 1946 tot 1962 een volwaardige burgemeestersfunctie te vervullen. Ook was hij, van 1950 tot 1970, lid van de Provinciale Staten van Zeeland voor de KVP. Van 1962 tot 1970 was hij tevens lid van de Gedeputeerde Staten. Voorts was hij Tweede Kamerlid van 1956 tot 1967.
Ook in zijn jaren als politicus en bestuurder bleef hij lezingen houden over zijn avontuur op Spitsbergen. De baten van dergelijke avonden gingen naar de aanleg van een sportpark in Aardenburg, dat later naar hem zou worden vernoemd. Van Dongen was na zijn afscheid als burgemeester ereburger van Aardenburg.